# Bartolomeu de Gusmão Airport
Bartolomeu de Gusmão Airport (portugisiska: Aeroporto Bartolomeu de Gusmão) är en flygplats i Brasilien.   Den ligger i kommunen Rio de Janeiro och delstaten Rio de Janeiro, i den sydöstra delen av landet, 900 km sydost om huvudstaden Brasília. Bartolomeu de Gusmão Airport ligger 5 meter över havet.
Terrängen runt Bartolomeu de Gusmão Airport är platt. Havet är nära Bartolomeu de Gusmão Airport åt sydväst. Runt Bartolomeu de Gusmão Airport är det mycket tätbefolkat, med 5 021 invånare per kvadratkilometer.. Närmaste större samhälle är Itaguaí, 10,6 km nordväst om Bartolomeu de Gusmão Airport. 
Runt Bartolomeu de Gusmão Airport är det i huvudsak tätbebyggt.